# Белолозы (Дятловский район)
Белоло́зы (бел. Белалозы) — деревня в Дворецком сельсовете Дятловского района Гродненской области Белоруссии. По переписи населения 2009 года в Белолозах проживало 47 человек.

## География
Белолозы расположены в 26 км к юго-востоку от Дятлово, 4 км от ж/д станции Выгода.

## История
В 1905 году Белолозы — деревня в Люшневской волости Слонимского уезда Гродненской губернии (214 жителей).
В 1921—1939 годах Белолозы находились в составе межвоенной Польской Республики. В это время Белолозы — деревня в Молчадской гмине Слонимского повята Новогрудского воеводства. В 1923 году в Белолозах насчитывалось 56 хозяйств, проживало 255 человек. В сентябре 1939 года Белолозы вошли в состав БССР.
В 1996 году Белолозы входили в состав колхоза «Меляховичи». В деревне имелось 49 хозяйств, проживало 89 человек.
До 30 марта 2021 года деревня входила в состав Меляховичского сельсовета.